# Glanton

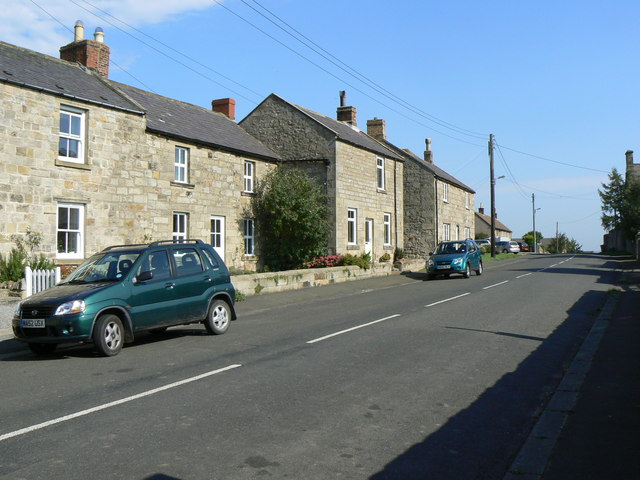
Rue du village de Glanton.

Glanton est un petit village du district d'Alnwick dans le comté du Northumberland, au Royaume-Uni.